# معى أمامي

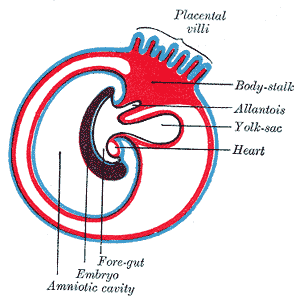
رسم يوضح تمدد السلي وتحديد السرة في الجنين

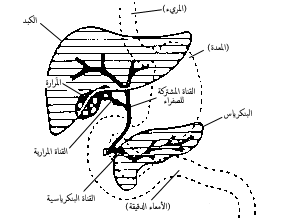
المعي الأمامي بعد تكونه

المِعَى الأمامي هو الجزء الأمامي من الجهاز الهضمي في الجنين، والذي يمتد حتى الاثنا عشر عند دخول القناة الصفراوية المشتركة إليه، تتصل بجدار البطن عن طريق المساريقا، تتكون من انطواء المعى البدائية، والألم في منطقة أعلى المعدة (أسفل تقاطع الضلوع) مصدره مكونات المعى الأمامية في البالغين.

## تطور المعى الأمامي
ينشأ المعى الأمامي من طبقة الإندودرم (الأديم الباطن) التي تنشأ بعد الانطواء الرأسي الذنبي في الجنين، تبدأ من الثغيرة (الحفرة الفموية) ثم تتمدد وتتسع لتكون المريء الذي يتفرع منه برعم التنفس. وأثناء مراحل تطور ونمو المعي الأمامي المبكرة يزداد طول المريء ليصل إلى طوله المفترض بعد الولادة، وفي نفس الوقت تتمدد المعدة من الأمام والخلف بشكل غير متماثل لتكون الانحناء الصغير والانحناء الكبير من الأمام والخلف على الترتيب.
يدور جدار المعدة الخلفي في مستوى أفقي مما يجذب طرفه السفلي إلى الأعلى، ويجعل الاثنا عشر على هيئة حرف "C"، كما يتغير مكان العصب الحائر؛ ليصبح الأيسر في الأمام والأيمن في الخلف.
وبينما يتصل المعي المتوسط والخلفي بجدار البطن عن طريق ثنية من المساريقا من الخلف فقط، يتصل المعى المتوسط بالجسم عن طريق مسراق المعدة البطناني والظهراني، وأثناء دوران المعدة تدور معها المساريق الأمامية والخلفية لتكون فراغ أمام المعدة يسمى الكيس الكبير للصفاق وآخر خلفها يسمى الكيس الصغير.
بعد هذا الدوران يترقق المسراق الخلفي ليكون غشاء الأمعاء الشحمي الكبير أو الثرب الكبير الذي يتصل بالانحناء الكبير للمعدة، وكذلك الأمامي ليكون غشاء الأمعاء الشحمي الصغير أو الثرب الصغير الذي يتصل بالانحناء الصغير للمعدة والكبد.
وفي البالغين تكون هذه الأغشية والمساريق البريتون الذي يعمل كطبقة عازلة تحمي الأعضاء، ويحمل أيضاً الأوعية الدموية والليمفاوية والأعصاب.

## في البالغين

### الأجزاء التي يكونها المعي الأمامي
- القصبة الهوائية والقناة التنفسية
- الرئتين
- المريء
- المعدة
- الكبد
- المرارة وقنوات الصفراء
- البنكرياس (بجزئيه)
- الجزء العلوي من الاثنا عشر حتى دخول القناة الصفراوية المشتركة إليه[4]

### التروية الشريانية
من الشريان البطني أحد أفرع الأبهر

### العَوْد الوريدي
الجهاز البابي الكبدي عن طريق الوريد البابي

### النزح اللمفي
إلى العقد الليمفاوية أمام الفقرات عند منشأ الشريان البطني.

## التنظيم
الجهاز العصبي المعوي هو أحد أقسام الجهاز العصبي المشتق من العرف العصبي. في الثدييات يتكون من مجموعة من العقد العصبية المتصلة المغروسة في جدار الجهاز الهضمي من المريء حتى الشرج، ويقوم بتنظيم حركة وإفرازات القناة الهضمية، وعدد كبير من الأعضاء الناشئة عن المعي الأمامي تستقبل إشارات من العصب الحائر الذي يتعاون مع الجهاز العصبي المعوي لتنظيم وظائف الجهاز الهضمي.

## الأهمية الإكلينيكية
- رتق المريء: عيب خلقي.
- تضيق المريء: يسبب مشكلات في البلع.
- تضيق البواب: بسبب زيادة سمك العضلة التي تكون صمام البواب مما يعيق مرور الطعام.
- رتق القناة الصفراوية: غيابها أو انسدادها.
- أمراض البنكرياس: الخلقية والمكتسبة، كالبنكرياس الحلقي، والبنكرياس المنقسم.[6]

## روابط خارجية
- digest-008 — صور للجنين مصدرها جامعة كارولاينا الشمالية
- Medicalاستذكارs.com: 2452
- Foregut embryology at mcgill.ca
- med.nyu.edu - embryology, Bogart, B نسخة محفوظة 18 نوفمبر 2019 على موقع واي باك مشين.
- web.duke.edu - anatomy
- www.indiana.edu - anatomy